# Krvna osveta
La Krvna osveta (in serbo Крвна освета?, Krvna osveta, Vendetta di sangue) è una legge consuetudinaria di vendetta tra i popoli slavi del Sud, in Montenegro ed Erzegovina, praticata da montenegrini, serbi e croati (prevalentemente dall'Erzegovina) nel corso della storia, registrata per la prima volta fin dal Medioevo. Essa è un giuramento di ritorsione di vendetta, che descrive la vendetta di una persona contro chi ha ucciso il suo parente, uccidendo l'assassino o uno dei parenti stretti dell'assassino. In Montenegro l'usanza è esistita come un fenomeno di massa fino alla metà del XIX secolo. È esistita anche in Dalmazia, Serbia meridionale e Macedonia.

## Descrizione

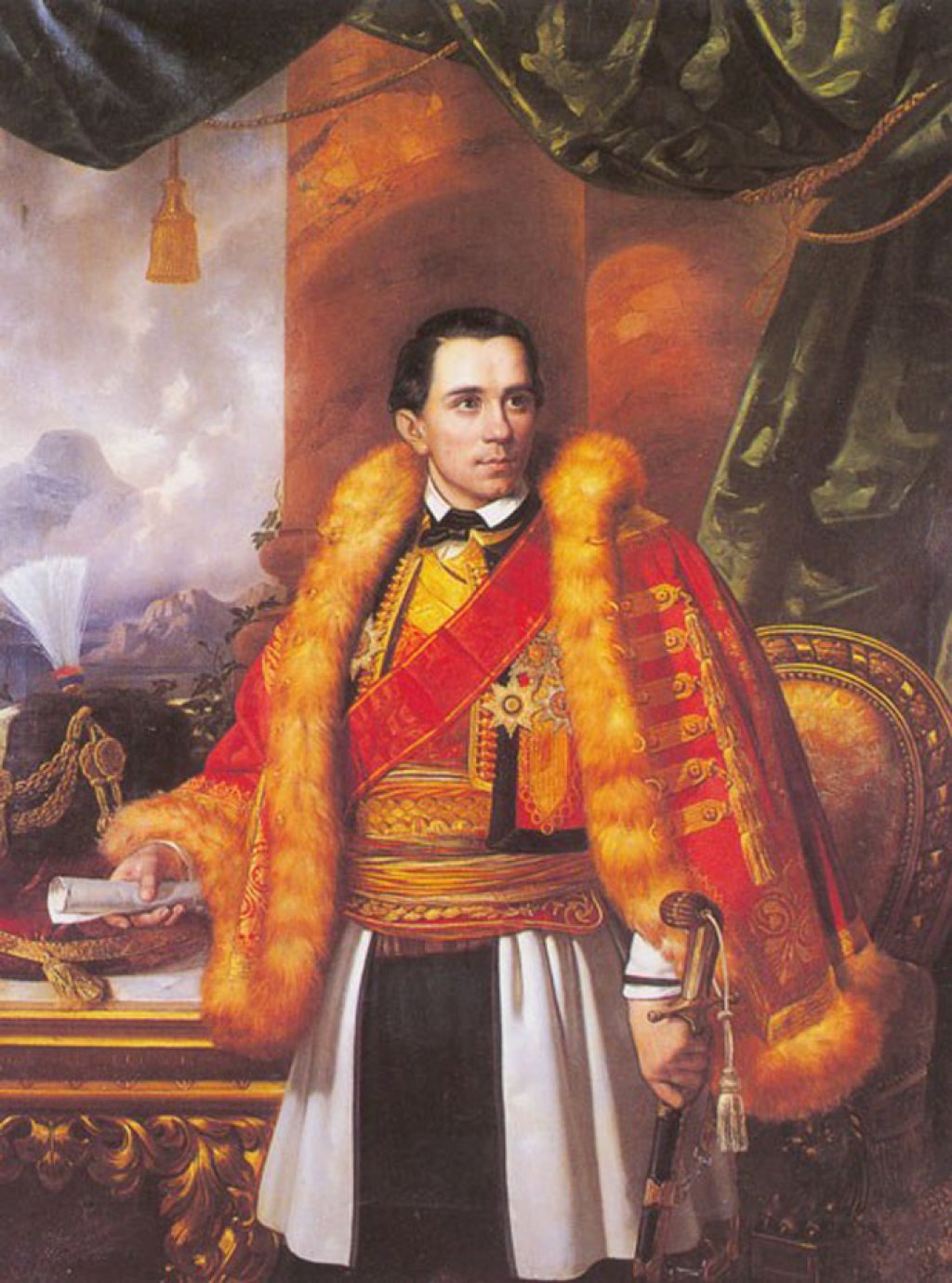
Il principe Danilo fu assassinato nel 1860 per vendetta da Todor Kadić della tribù dei Bjelopavlići

La pratica iniziò nei Balcani nel XV secolo, sotto il dominio ottomano e diminuì nel XIX secolo, quando i Paesi balcanici ottennero lentamente la loro indipendenza dall'Impero ottomano. Nei principati serbi pre-ottomani, la cosiddetta vražda era una forma di pagamento per placare la vendetta, della quale una metà veniva pagata alla Chiesa ortodossa serba, mentre l'altra alla famiglia della vittima. Dopo la conquista ottomana della Serbia, i clan autonomi litigavano spesso tra loro. Le famiglie in Serbia abbandonarono la tradizione poiché le maggiori minacce all'integrità familiare erano poste da albanesi e turchi piuttosto che dal proprio gruppo etnico.
Quando un membro della famiglia era ucciso, la famiglia dell'autore (fratellanza/clan bratstvo) aveva un "debito di sangue" (krvni dug) che poteva essere rimosso solo quando la famiglia della vittima (un membro designato, osvetnik) aveva la sua vendetta uccidendo l'aggressore o qualsiasi membro della famiglia dell'assassino (spesso un parente stretto di sesso maschile, preferibilmente il fratello, sebbene l'uccisione di bambini non fosse incoraggiata). Solo allora la famiglia della vittima riceveva la pace (tuttavia, la faida continuava se un parente decideva di vendicarsi, indipendentemente da chi avesse iniziato). In ogni caso, uccidere in casa propria era l'azione peggiore, rappresentando l'immoralità, ed era considerata una grande vergogna nella cultura montenegrina. Se un criminale veniva assassinato, spesso non si risolveva in una faida poiché la criminalità era negativa agli occhi della società, ma in alcuni casi la famiglia del criminale continuava a uccidere i serdar e altre persone di alto rango.
- In Montenegro, tra i popoli slavi locali le faide colpivano prevalentemente i montenegrini.
- In Erzegovina (una regione sia del Montenegro sia della Bosnia-Erzegovina) i montenegrini avevano delle faide tra loro. Una regione neutrale era Grahovo e Vučja Zuba (triangolo delle Bocche di Cattaro, Montenegro ed Erzegovina) dove non furono registrate faide sebbene si sappia che esistono faide tra croati e serbi locali.
- In Kosovo e Macedonia del Nord, se un serbo aveva una famiglia debole, poteva essere protetto da un clan albanese da altri albanesi in cambio di qualsiasi cosa, dalle armi al tessuto dell'abbigliamento popolare.

La vendetta non era limitata ai maschi; le donne i cui mariti o parenti venivano uccisi potevano assumere il debito di sangue. Un esempio è registrato dal clan Bjelopavlići, dove una vedova si era vendicata per l'omicidio del marito.
Le faide di sangue potevano essere evitate con il pagamento in contanti o sposando un membro di un particolare clan.
Le faide avvenivano anche a causa del furto di una capra o di una mucca, ma il motivo più comune era la disgrazia di un membro della famiglia.
Lo storico Milaković descrive l'epoca del vescovo montenegrino Pietro I:
Pietro I menzionava spesso questi conflitti di brđani, montenegrini, erzegovini nelle sue epistole e lettere. La tregua era chiamata "fede", "prendere fede" con qualcuno per un certo periodo.

## Abolizione
Il 18 ottobre 1798, l'Assemblea nazionale tenuta nel monastero di Stanjevići adottò il Codice generale montenegrino e montano per le tribù montenegrine e montane. Questo codice è anche conosciuto come il "Codice di Pietro I". L'obiettivo principale di tale codice era sopprimere l'antica usanza della vendetta di sangue. L'articolo 3 del codice prevedeva anche la confisca dei beni, a favore dello Stato e della famiglia del defunto, se l'imputato si nascondeva fuori dal Paese e non poteva essere catturato. L'articolo 5 del Codice stabiliva che una persona che catturava un assassino aveva il diritto di ucciderlo e non sarebbe stato ritenuto responsabile dinanzi alla legge. Era prevista la pena di morte per le vendette di sangue. Nel 1815 il sacerdote N. Kaludjerovic prescrisse circa 1 500 condanne a morte. Lo storico Pavle Rovinski riferì dell'esistenza di faide in Montenegro a cavallo tra il XIX e il XX secolo.